# Sint-Jozefkapel (Maasniel)

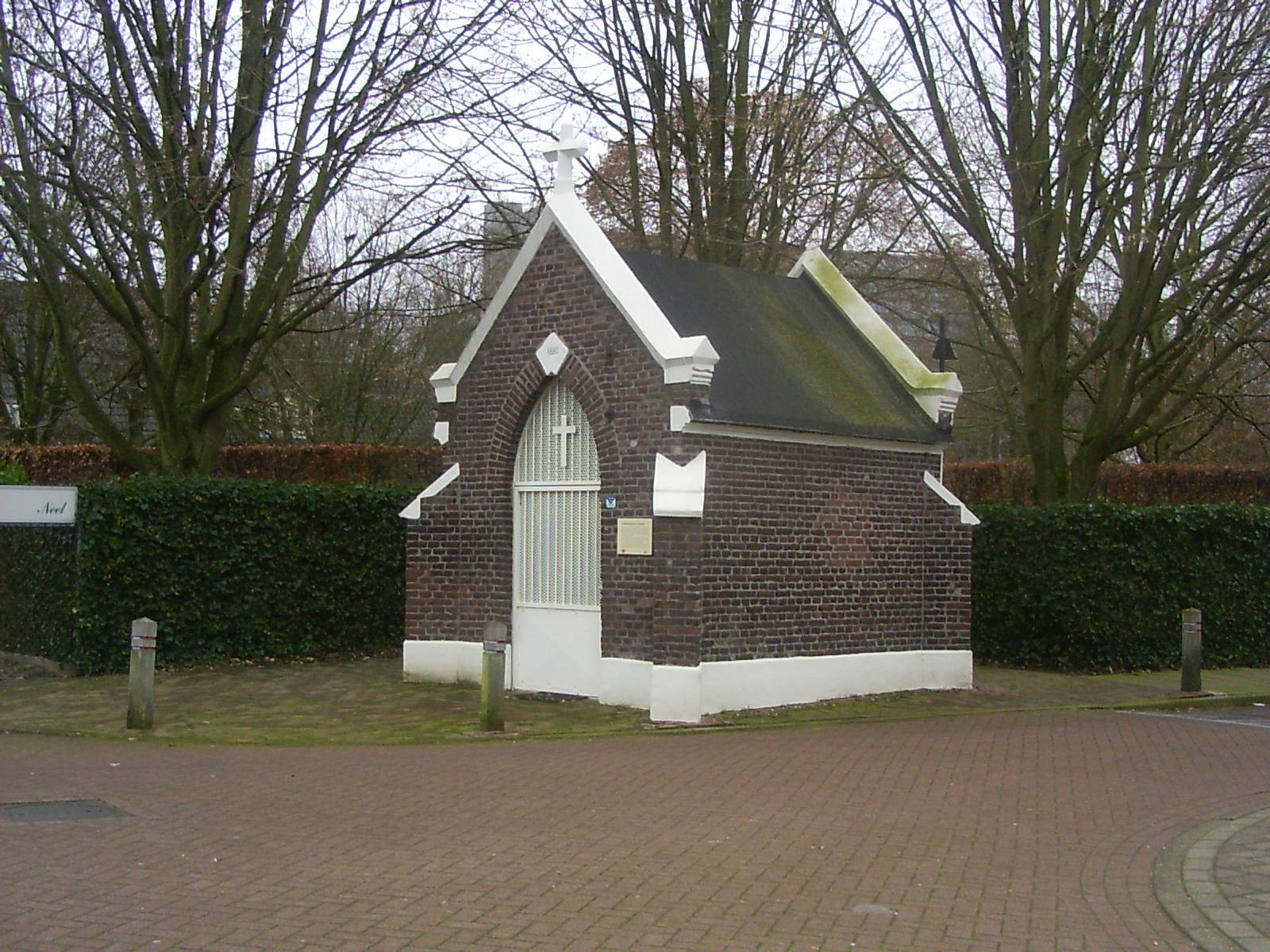
Sint-Jozefkapel

De Sint-Jozefkapel is een kapel in Gebroek in Maasniel in de Nederlands Midden-Limburgse gemeente Roermond. De kapel staat aan de straat Gebroek en wordt beschermd als gemeentelijk monument.
De kapel is gewijd aan de heilige Sint-Jozef.

## Geschiedenis
In 1880 werd de kapel gebouwd.
In 2008 werd de kapel gerestaureerd. Op 16 maart 2008 werd de kapel opnieuw ingezegend.

## Bouwwerk
De neogotische bakstenen kapel staat op een rechthoekig plattegrond en wordt gedekt door een verzonken zadeldak met dakleer. Het basement rondom is wit geschilderd, evenals de achtergevel, en op de hoeken zijn er bakstenen overhoekse steunberen geplaatst met wit geschilderde afdeklijsten. De frontgevel en achtergevel zijn een puntgevel met schouderstukken op een verbrede aanzet, waarbij de gevellijst wit geschilderd is en er op de punt van de frontgevel een wit geschilderd stenen kruis is geplaatst. In de frontgevel bevindt zich de spitsboogvormige toegang, met wit geschilderde sluitsteen met jaartal 1880, die wordt afgesloten met een spijlenhek.
Van binnen is de kapel wit gepleisterd onder een spits tongewelf. Tegen de achterwand is een altaar gemetseld dat bekleed is met tegels. Op het altaar staat op een gemetselde opzet het Jozefbeeld. Boven het beeld hangt aan de achterwand een houten reliëf van de heilige met moeder Maria en kindje Jezus en eronder de tekst St. Jozef zorg.